# William Hoste
Pour les articles homonymes, voir Hoste.
William Hoste, né le 26 août 1780 à Ingoldisthorpe dans le comté de Norfolk en Angleterre et mort le 6 décembre 1828 à Londres, est un officier de marine britannique, connu pour avoir été un protégé de l'amiral Horatio Nelson. Présent à Aboukir mais absent à Trafalgar, il se distingue néanmoins au cours des guerres napoléoniennes en battant une escadre française à la bataille de Lissa en 1811 puis en s'emparant de diverses places fortifiées le long des côtes de l'Adriatique. Il est considéré comme l'un des plus talentueux capitaines de la Royal Navy.

## Biographie

### Jeunesse
William Hoste naît le 26 août 1780 à Ingoldisthorpe, dans le comté de Norfolk. Il est le deuxième des huit enfants du révérend Dixon Hoste (1750-1805) et de Margaret Stanforth. Au moment de sa naissance, son père est pasteur de Godwick et Tittleshall dans le Norfolk. Hoste étudie à King's Lynn à partir de 1787 puis à l'école Paston de North Walsham. En parallèle, il est inscrit à l'âge de cinq ans sur les registres d'un navire de ligne, le HMS Europa, en tant que domestique du capitaine.
En février 1793, la guerre éclate entre l'Angleterre et la France. Grâce à l'intercession de son propriétaire Thomas Coke, Dixon Hoste est présenté au capitaine Horatio Nelson qui vit alors à proximité à Burnham Thorpe. Nelson accepte de prendre le fils de Hoste sous son aile en tant que serviteur à bord de son navire, le HMS Agamemnon, alors en cours d'armement à l'arsenal de Chatham, et embarque avec lui à Portsmouth à la fin du mois d'avril 1793.

### Débuts de carrière
L’Agamemnon rejoint la flotte de Méditerranée sous les ordres du vice-amiral Samuel Hood, et c'est en Méditerranée et en Adriatique que Hoste effectue la plus grande partie de sa carrière navale. Dans sa correspondance avec son épouse, Nelson évoque fréquemment Hoste qu'il considère « sans conteste comme l'un des meilleurs garçons que j'ai jamais rencontré », loue son courage qu'il juge « indépassable » et écrit que « chaque jour qui passe le lie plus fort à mon cœur ». Hoste devient très vite le compagnon favori de Nelson, éclipsant même le beau-fils de ce dernier Josiah Nisbet, qui sert également comme domestique à bord de l’Agamemnon. Hoste est promu aspirant le 1er février 1794 et sert aux côtés de Nelson au cours du blocus puis l'invasion de la Corse le 7 février.
Lorsque Nelson est transféré sur le HMS Captain en 1796, Hoste le suit et participe avec lui à la bataille du cap Saint-Vincent, qui voit une escadre britannique dirigée par l'amiral John Jervis vaincre une flotte espagnole presque deux fois supérieure en nombre. Le Captain est au cœur des combats et capture le San Josef et le San Nicolas, armés respectivement de 112 et 80 canons.
En juin 1797, Hoste passe sur le HMS Theseus, un vaisseau de 3e rang de 74 canons. Le Theseus est alors considéré comme un navire « à problèmes » et Nelson ainsi que quelques officiers triés sur le volet, dont Hoste, le capitaine Ralph Willett Miller et le lieutenant John Weatherhead, sont envoyés à bord pour rétablir l'ordre. La manœuvre est un succès et, dans une lettre adressée à Nelson, les mutins potentiels déclarent : « nous remercions l'amiral [Nelson] pour les officiers qu'il a placés à notre tête ». Le Theseus est présent lors de la bataille de Santa Cruz de Tenerife en juillet 1797 mais Hoste reste à bord du navire et ne prend aucune part à l'assaut. Il est promu lieutenant dans la foulée et est confirmé dans ce grade le 8 février 1798.
Plus tard dans l'année, Hoste, toujours à bord du Theseus, prend part à la bataille d'Aboukir où la flotte britannique conduite par Nelson écrase son homologue française. Après le combat, Nelson adresse son rapport aux autorités à Londres, dont un exemplaire est transporté par un brick, le HMS Mutine, sous les ordres du lieutenant Thomas Capel. Arrivé à Naples, Capel transmet le commandement du Mutine à Hoste, qui devient donc capitaine à titre provisoire à l'âge de 18 ans. Le jeune officier fait alors route vers Gibraltar avant de rejoindre l'escadre de Jervis au large de Cadix. Sa promotion est confirmée le 3 décembre 1798.

### Capitaine de la Royal Navy

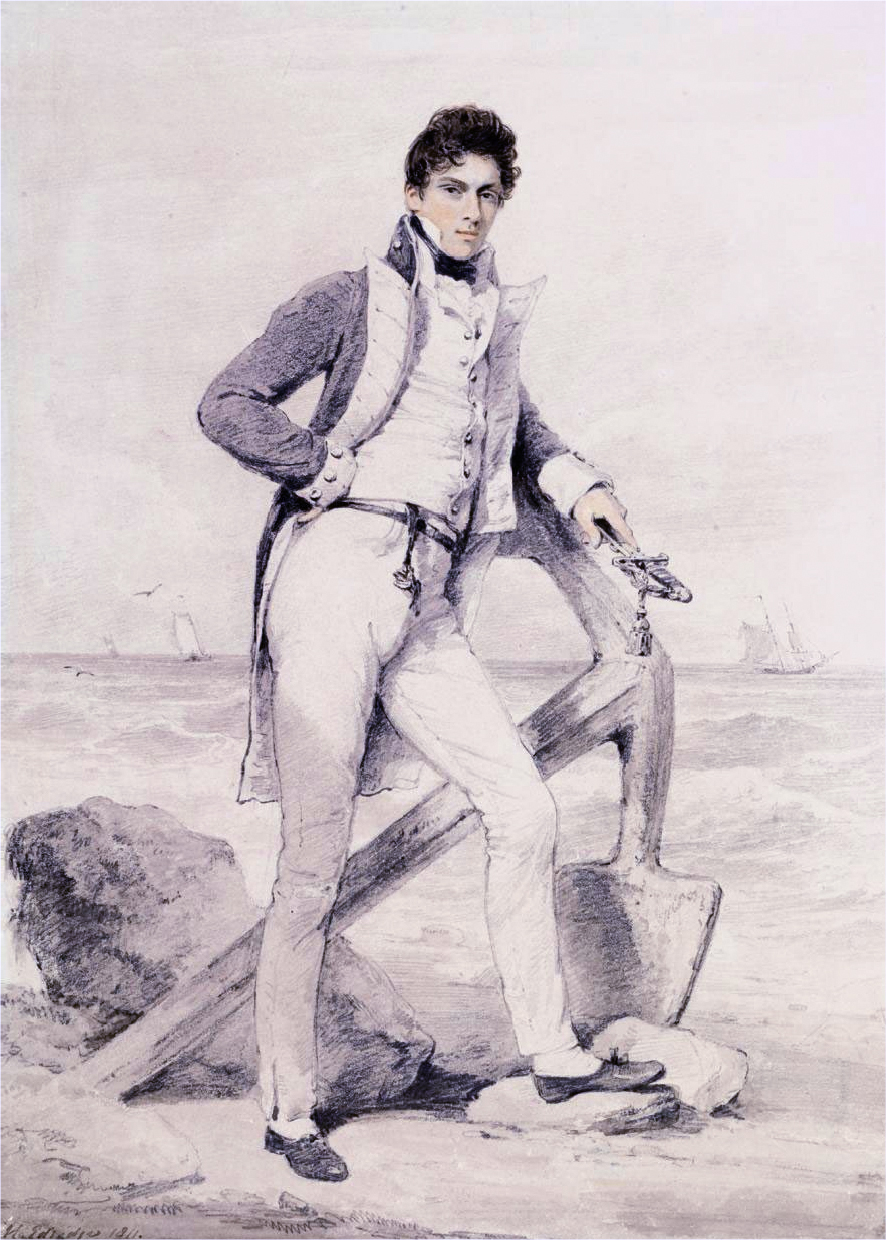
Portrait de William Hoste par Henry Edridge, crayon et aquarelle, 1811.

Hoste commande le Mutine durant les trois années suivantes et fait campagne sous Nelson en Italie ; à l'automne 1799, il participe à la prise de Rome. Il sert ensuite sous les ordres de Lord Keith, qui le connaît peu, et sa carrière semble au point mort lorsque, peut-être sur demande de Nelson, il est nommé post-captain par Lord St Vincent, Premier lord de l'Amirauté, en janvier 1802.
À cette époque, Hoste se trouve à Alexandrie, où il contracte la malaria puis une infection pulmonaire, qui ont un effet durable sur sa santé. Il effectue sa convalescence chez Lord Elgin et son épouse à Athènes et commence une formation en antiquité classique, qu'il achève après son affectation sur la frégate HMS Greyhound à Florence, lorsque son navire opère dans les eaux italiennes. Hoste sert presque sans interruption durant la paix d'Amiens, retourne brièvement en Angleterre en avril 1803 puis se voit confier le commandement du HMS Eurydice en octobre.
Nelson le convoque à Cadix en septembre 1805 et lui donne le commandement de la frégate de 32 canons HMS Amphion. Envoyé en mission diplomatique à Alger, il rate de quelques jours la bataille de Trafalgar et n'apprend la mort de Nelson qu'à son retour en novembre. Il écrit à son père : « ne pas y avoir participé suffit à rendre fou, mais d'y avoir perdu en outre un tel ami est bien prêt de m'accabler totalement ». Hoste remporte dans les mois qui suivent un certain nombre de succès en Méditerranée qui ne passent pas inaperçus aux yeux de Lord Collingwood, lequel l'envoie sillonner la mer Adriatique. Dans ce secteur, il mène une campagne solitaire mais agressive contre les navires et les installations côtières françaises. À la fin de l'année 1809, Hoste et ses hommes ont ainsi capturé ou coulé plus de 200 navires ennemis.
En récompense de ses efforts, il est nommé commodore et obtient le commandement d'un détachement de frégates, comprenant les HMS Amphion, Active (36 canons) Volage (22 canons) et Cerberus (32 canons). Dans le cadre du conflit, Hoste ordonne la construction, sur l'île de Lissa, d'une base navale depuis laquelle il domine l'Adriatique avec seulement quatre navires. Rien qu'en mars et avril 1810, ses forces capturent ou détruisent 46 navires. Afin de mettre un terme à ces agissements répétés des Britanniques, une escadre franco-vénitienne sous les ordres du capitaine de vaisseau Bernard Dubourdieu, un officier entreprenant, est dépêchée en Adriatique. Le 13 mars 1811, celle-ci se heurte au détachement de Hoste au cours de la bataille de Lissa.

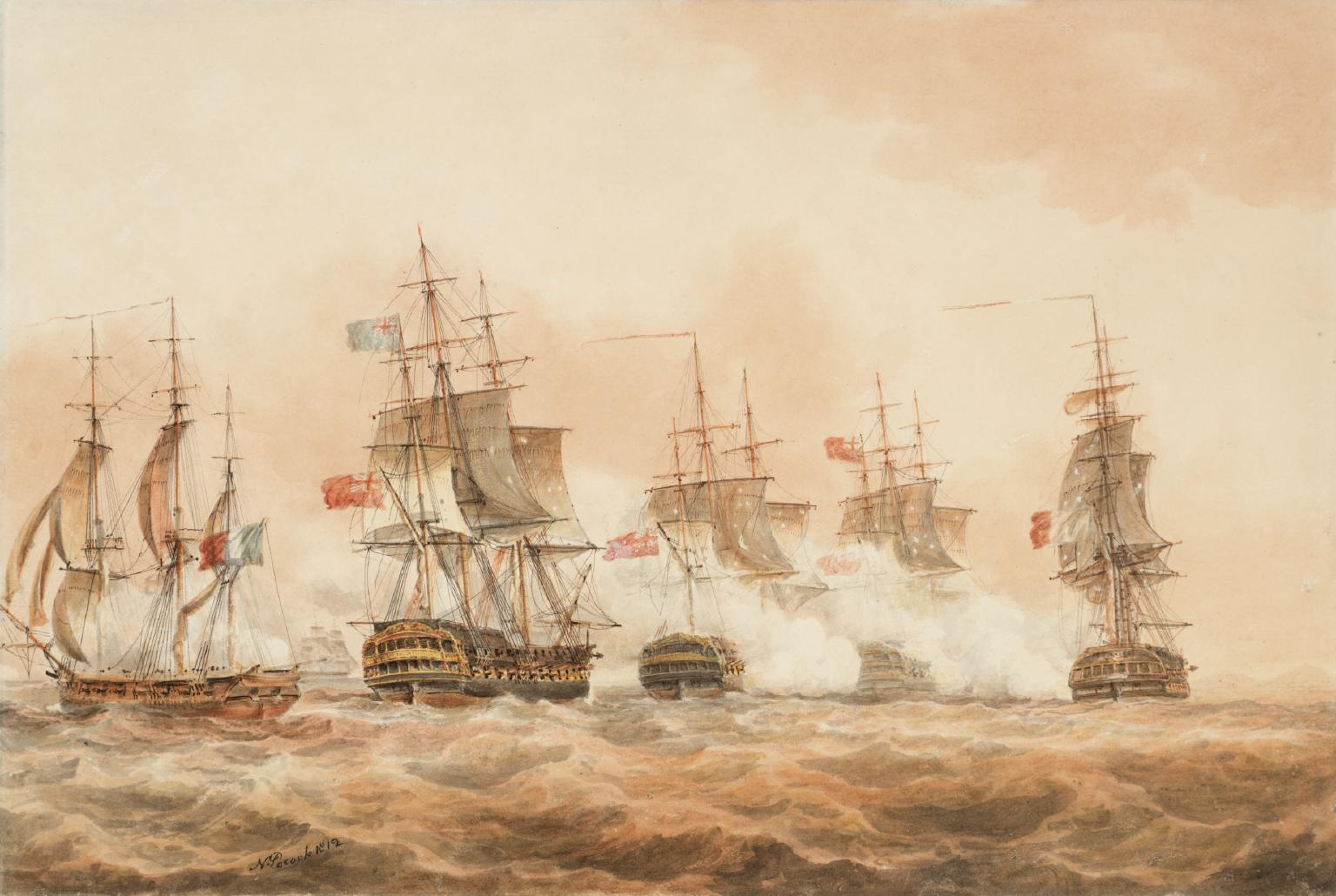
Aquarelle de Nicholas Pocock représentant la bataille de Lissa, le 13 mars 1811, au cours de laquelle Hoste met en déroute une escadre franco-italienne.

L'escadre de Dubourdieu, composée de sept frégates et de quatre navires de guerre plus petits, aligne au total 276 canons et près de 2 000 hommes, soit une puissance bien supérieure à celle de Hoste qui ne dispose que de quatre frégates déployant 124 canons pour un effectif inférieur à 900 hommes. Le commandant français forme ses vaisseaux en deux lignes d'attaque et fonce sur la ligne anglaise pour la rompre, reproduisant peu ou prou la tactique offensive de Nelson à Trafalgar. De son côté, Hoste communique à ses équipages le signal Remember Nelson (« Souvenez-vous de Nelson »), qui est accueilli par de fortes acclamations, et met à profit sa supériorité en matière de navigation et de maniement de l'artillerie pour infliger une cuisante défaite à ses adversaires : Dubourdieu est tué, une frégate française s'échoue sur le rivage, une autre amène son pavillon et deux frégates vénitiennes sont capturées ; les pertes britanniques s'élèvent à 50 morts et 132 blessés.
Pour cette victoire retentissante, Hoste et ses capitaines sont décorés de la Naval Gold Medal. L'Amphion, gravement endommagé, doit regagner l'Angleterre pour y subir des réparations et Hoste transfère sa marque sur le HMS Bacchante (38 canons). De retour dans l'Adriatique en 1812, il continue de faire preuve de la même audace qu'auparavant et, avec l'aide du 35e régiment d'infanterie, s'empare de Spalato en novembre 1813. Il fait ensuite sa jonction avec les forces monténégrines et assiège la forteresse de Cattaro en ordonnant de hisser, à l'aide de palans, les canons et les mortiers de ses navires sur une colline en surplomb de la ville. La garnison française est contrainte à la reddition le 5 janvier 1814. Hoste emploie une tactique similaire quelques jours plus tard à Raguse, qui capitule le 27 janvier. Ces exploits lui valent la croix de chevalier de l'ordre militaire de Marie-Thérèse le 23 mai 1814.

### Fin de carrière
La santé de Hoste, compromise par la malaria et une infection pulmonaire antérieure, s'aggrave et il est contraint de retourner en Angleterre. Il est fait baronnet le 23 juillet 1814 et chevalier de l'ordre du Bain en 1815. Il se tient à l'écart de toute activité politique mais fait campagne pour l'abolition de la méthode de la « presse ». En 1825, il sert sur le yacht royal Royal Sovereign.
En janvier 1828, il contracte un rhume qui affecte ses poumons et succombe à la tuberculose le 6 décembre 1828, à Londres. Il est enterré à St John's Chapel dans cette même ville. Une statue à son effigie est érigée en la cathédrale Saint-Paul.

## Vie privée
Il épouse le 17 avril 1817 Lady Harriet Walpole, fille d'Horatio Walpole (2e comte d'Orford). De cette union naissent trois fils et trois filles, parmi lesquels William Legge George Hoste (1818-1868) qui devient par la suite contre-amiral.

## Postérité
L'historien de la marine britannique John Knox Laughton écrit que « les succès de Hoste dans l'Adriatique, sa victoire à Lissa et sa prise de Cattaro lui ont conféré une réputation navale bien supérieure à celle de tout autre officier de son âge et de son rang ». Lors d'une conversation avec le père de Hoste, Nelson déclare au sujet de son protégé que « sa valeur en tant qu'homme et en tant qu'officier dépasse tout ce que l'ami le plus sincère peut dire de lui. Je prie Dieu de bénir mon cher William ». Lord Radstock le considère pour sa part comme « le digne et véritable élève » de l'amiral Nelson. 
L'hôtel Hoste, situé à Burnham Market, dans le Norfolk, porte son nom et abrite un musée dédié à Lord Nelson.